# F (ファンキー加藤のアルバム)
『F』(エフ)はファンキー加藤の4枚目のオリジナル・アルバム。ドリーミュージックから2020年4月1日に発売された。

## 収録曲

### CD
1. 希望のWooh [3:38]
  - テレビ朝日 ｢ワールドプロレスリング｣ テーマソング
  - 作詞 : ファンキー加藤 作曲 : ファンキー加藤/サトシ
2. 今だけを信じて [3:51]
  - 作詞 : ファンキー加藤 作曲 : ファンキー加藤/田中隼人
3. 終われない歌 [3:50]
  - 作詞 : ファンキー加藤 作曲 : ファンキー加藤/サトシ/田中隼人
4. 君でした。 [4:25]
  - 作詞 : ファンキー加藤 作曲 : ファンキー加藤/大知正紘
5. DIVE [4:03]
  - KHB東日本放送 ｢もえスポ｣ 2020年4月〜9月 エンディングテーマ
  - KHB東日本放送 ｢熱視戦 KHBスーパーベースボール｣ 2020年度 エンディングテーマ
  - 作詞 : ファンキー加藤 作曲 : ファンキー加藤/大知正紘/田中隼人
6. 八王子キッド [3:22]
  - 作詞 : ファンキー加藤 作曲 : ファンキー加藤/栗原暁/前田佑
7. 死守 [4:23]
  - 作詞 : ファンキー加藤 作曲 : ファンキー加藤/Haru.Robinson
8. Be Alright [4:13]
  - 作詞 : ファンキー加藤 作曲 : ファンキー加藤/soundbreakers
9. デ・マ [2:45]
  - 作詞 : ファンキー加藤 作曲 : ファンキー加藤/田中隼人
10. 40 [4:20]
  - 9枚目のシングル ｢希望のWooh｣のカップリング曲。
  - 作詞 : ファンキー加藤 作曲 : ファンキー加藤/久保田真悟/EINSHTEIN
11. 夢のカケラ Feat.ファンキー加藤&ベリーグッドマン (SC Remix) [4:13]
  - 作詞 : ファンキー加藤/ベリーグッドマン 作曲 : ファンキー加藤/ベリーグッドマン/SPICY CHOCOLATE

### DVD (初回限定盤)
1. OUR MIC FES LIVE
2. 希望のWooh (VIDEO CLIP)
3. 終われない歌 (VIDEO CLIP)
4. 終われない歌 (VIDEO CLIP メイキング映像)